# تایرون پاور سینیور
تایرون پاور سینیور (انگلیسی: Tyrone Power Sr; ۲ مهٔ ۱۸۶۹ – ۲۳ دسامبر ۱۹۳۱) بازیگر تئاتر و بازیگر سینما صامت اهل اانگلستان بود.
از فیلم‌ها یا برنامه‌های تلویزیونی که وی در آن نقش داشته‌است می‌توان به حکومت اشرافی اشاره کرد.